# Agostino Webster
Agostino Webster (1480 circa – Tyburn, 4 maggio 1535) è stato un monaco cristiano e abate inglese.
Fu proclamato Santo della Chiesa cattolica assieme ai compagni di martirio: 
Giovanni Houghton, Robert Lawrence e Richard Reynolds. È inserito nel novero dei Santi quaranta martiri di Inghilterra e Galles, vittime della persecuzione anticattolica in Inghilterra fra il 1535 ed il 1679.

## Biografia
Agostino Studiò a Cambridge, poi entrò a far parte dell'Ordine certosino. Fu eletto priore della certosa di Nostra Signora di Melwood ad Epworth, sull'isola di Axholme, nelle Midlands Orientali.

### Il martirio
Nel 1533 il re d'Inghilterra Enrico VIII si sposò in seconde nozze con Anna Bolena. Ritenendolo un adultero, papa Clemente VII lo scomunicò. Enrico VIII decise allora di rompere con Roma e fece approvare dal Parlamento l'Atto di Supremazia, in base al quale il monarca diventava il capo supremo della Chiesa d'Inghilterra (1534).
Prima di decidere, padre Agostino decise di consultarsi con il suo confratello John Houghton, priore della Certosa di Londra e nel febbraio 1535 si recò in visita da lui. Assieme a Roberto Lawrence della Certosa di Beauvale, si recò presso il Segretario di Stato, Thomas Cromwell. I tre priori chiesero a Cromwell di intercedere presso il re affinché mitigasse l'obbligo di sottomissione all'Atto di Supremazia. Cromwell non solo rifiutò d'intercedere presso il re come richiesto, ma li fece arrestare tutti.
I tre priori furono arrestati e rinchiusi nella Torre di Londra. Fu interrogato dai commissari reali, che trascrissero questa sua dichiarazione:
Gli atti del processo sono conservati nel Pubblico registro, a Londra. I tre monaci non cedettero alle pressioni e si rifiutarono di cambiare la loro posizione. Portati in tribunale furono processati (aprile 1535). Il collegio giudicante non li considerò colpevoli. Ma Cromwell pretese che venisse loro applicata la Legge sui tradimenti ed ottenne la riforma della sentenza in condanna a morte. Fu condannato insieme a loro Richard Reynolds O.Ss.S., un monaco brigidino dell'Abbazia di Syon. 
All’epoca le pubbliche esecuzioni dei condannati a morte provenienti dalla città di Londra venivano eseguite a Tyburn. I quattro monaci vennero portati al patibolo vestiti dei loro abiti religiosi senza essere prima stati costretti ad indossare abiti laicali, come si usava a quei tempi. Dalla cella della sua prigione nella Torre di Londra Tommaso Moro vide la scena ed esclamò, rivolto alla figlia: «Guarda, Meg, questi beati Padri vanno serenamente alla loro morte come sposi ad un matrimonio».
Il verdetto fu eseguito per impiccagione, apertura delle viscere e squartamento. Furono le prime vittime dell'Atto di Supremazia del Re sulla Chiesa in Inghilterra approvato dal Parlamento.
Nello stesso anno fu condannato a morte Tommaso Moro, anch'egli proclamato santo dalla Chiesa cattolica.

## Culto
Agostino venne beatificato il 9 dicembre 1886 da papa Leone XIII e canonizzato il 25 ottobre 1970 da papa Paolo VI.
La sua memoria liturgica cade il 4 maggio. 
È il santo patrono della chiesa nella diocesi di Nottingham e della scuola.